# 8651 Alineraynal
8651 Alineraynal è un asteroide areosecante. Scoperto nel 1989, presenta un'orbita caratterizzata da un semiasse maggiore pari a 2,2940271 UA e da un'eccentricità di 0,2782310, inclinata di 2,03672° rispetto all'eclittica.